# Familia (serie de televisión de 2012)
Familia (en hangul, 패밀리; romanización revisada, Paemilri) es una comedia de enredo familiar de Corea del Sur del 2012 protagonizando Hwang Shin-hye, Ahn Suk-hwan, Park Ji-yoon y Park Hee-von. Salió al aire en KBS2 desde el 13 de agosto de 2012 al 6 de febrero de 2013, de lunes a viernes a las 19:45 para los 120 episodios.
También conocido bajo su título anterior Shut Up Family (Hangul:닥치고 패밀리 (); RR: Dagchigo paemilri).

## Trama
Woo Shin-hye es una divorciada, quién vive con su madre vanidosa y dos hijas bonitas, la mayor es quien se preocupa profundamente por su imagen, pero en realidad es una vaga y la más joven es inteligente y aparentemente amable, pero tiene una personalidad astuta y cruel. Son ricos inmundos gracias al salón de belleza de Shin-hye. Yeol Suk-hwan es un viudo y padre entusiasta quién trabaja en un Centro de jóvenes para apoyar su familia pobre. Vive con su codiciosa, pero amable suegra y tres niños—dos hijos, el mayor quién es un chico acosado en la escuela, el más joven es un niño inocente, pero lento. Así como un listo,fuerte pero homely hija qué otros equivocación su tan una mujer más vieja.
Shin-hye Y Suk-hwan inesperadamente caer enamorado y casar. Ahora que las dos familias viven bajo el mismo techo, choca constantemente surgir debido a diferencias en personalidades y estilo de vida. Aun así,  trabajan sus problemas juntos y ayudar cada cual otro fuera, exitosamente o no, y finalmente devienen una familia real.

## Reparto

### Personajes principales
Woo Familia
- Hwang Shin-hye Como Woo Shin-hye.
- Park Ji-yoon como Woo Ji-yoon.
- Kim Dasom (Sistar) cuando Woo Da-yoon.[2]
- Sunwoo Yong-nyeo Como Na Il-ran.
- Lee Bon como Woo Bon.

Yeol Familia
- Ahn Suk-hwan Como Yeol Suk-hwan.
- Park Hee-von como Yeol Hee-bong.[3]
- Choi Woo-shik Como Yeol Woo-bong.
- Kim Dan-yool como Yeol Mak-bong.
- Nam Neung-mi Como Goong Ae-ja.
- Kim Hyung-beom como Yeol Hyung-beom.

El Café
- Shim Ji-ho Como Cha Ji-ho.
- Min Chan-gi como Al.
- Park Seo-joon como Cha Seo-joon.

### Otros personajes
- Park Sung-kwang como Goong sung-in.
- Kim Dong-beom cuando Dae-chul.
- Wang Ji-won tan instructor.
- Choi Ha-na Como Choi Ha-na.
- Han Yeo-Lana como Han Yeo-lana.
- Joo Young-ho cuando Joo Young-ho.
- Kim Hye-yoon como una joven (ep. #63)

### Apariciones especiales
- Kim won-hyo como par de cliente de ganso estético.
- Shin Jin-hwa Como par de cliente de ganso estético.
- Jung Kyung-mi Como Mak-bong homeroom profesor.
- Shin Bora Como seguidor bebido y loco de Hyung-beom es.[4]
- Yoon Bora (Sistar) Cuando ella.
- Minah como carácter en Woo-bong novela de ficción del seguidor.
- Yura como carácter en Woo-bong novela de ficción del seguidor.
- Choi Ah-ra como Shin Jang-mi.
- Kim Jae-kyung como Yoon Yoo-mi.
- Ji Soo Como Han Canción-yi.
- Jo Kwanwoo Como Shin-hye exmarido.
- Park Hwi-soon como universitario sénior.
- Song Jieun (Secreto) como acosador de chica del instituto
- K.Will cuando Roy Kwak.[5]
- Jeong Ga-eun Como Mi-ja.
- Gong Hyun-joo cuando Lee Hee-jae.
- Jeong Jinwoon Cuando Kang Dong-won.
- Si-hwan (Offroad) Cuando Seo-joon classmate.

## Cambio de título
La serie premiered en agosto de 2012 con el título Cerrado Arriba de Familiar, pero la palabra "callada" recibió  críticas de algunos espectadores, incluyendo un aviso de la Comisión de Estándares de Comunicación coreana, el cual declaró que el título "baja dignidad" de público televisivo retransmitiendo. La producción cedió ante la presión, y empezando el 10 de diciembre de 2012, el título fue cambiado a sencillamente Familia.

## Premios
- 2012 K-Premios de Estrella de la Obra: el cómic Mejor Suplente - Ahn Suk-hwan
- 2012 KBS Premios de Diversión: Premio de Excelencia, Intérprete Hembra en un Espectáculo de Variedad - Hwang Shin-hye